# Corgatha semipardata
Corgatha semipardata là một loài bướm đêm trong họ Erebidae.